# Bauladu
Baulau (sard) o Bauladu (italià) és un municipi italià, dins de la província d'Oristany. L'any 2007 tenia 1.251 habitants. Es troba a la regió de Campidano di Oristano. Limita amb els municipis de Bonarcado, Milis, Paulilatino, Solarussa i Tramatza.

## Administració
| Període | Identitat     | Partit        |
| ------- | ------------- | ------------- |
| 2005-   | Roberto Erdas | Llista cívica |